# Episodi di Vanina - Un vicequestore a Catania
La prima stagione della serie televisiva Vanina - Un vicequestore a Catania, composta da 4 episodi, tratti dai romanzi di Cristina Cassar Scalia, è stata trasmessa in prima visione e in prima serata su Canale 5 dal 27 marzo al 17 aprile 2024.
| nº | Titolo                  | Prima TV       |
| -- | ----------------------- | -------------- |
| 1  | Il re del gelato        | 27 marzo 2024  |
| 2  | Sabbia nera             | 3 aprile 2024  |
| 3  | La logica della lampara | 10 aprile 2024 |
| 4  | La salita dei Saponari  | 17 aprile 2024 |

## Il re del gelato
- Diretto da: Davide Marengo
- Scritto da: Cristina Cassar Scalia e Leonardo Marini
- Soggetto di: Leonardo Marini

### Trama
Alcune persone sono finite in ospedale per avvelenamento dopo aver mangiato il gelato nella nota gelateria del signor Agostino Lo Monaco. Le pillole trovate nel gelato risultano però essere innocue dalle analisi anche perché in realtà si tratta di un calmante naturale. Poche ore dopo il dissequestro l'imprenditore viene ucciso nella sua gelateria e Vanina inizia a indagare sul caso. Successivamente, a causa dello scoppio di una bombola, muore anche Ruggero Cammarata, un concorrente e vecchio conoscente di Lo Monaco e tra i principali sospettati del suo omicidio. Il figlio di Cammarata, Carmine, si suicida quando la polizia cerca di arrestarlo per aver ucciso Lo Monaco, colpevole di aver umiliato il padre. Vanina però non è convinta della colpevolezza del ragazzo e con i suoi uomini scopre che Carmine aveva un complice nel traffico di codeina: Rino Lo Monaco, figlio di Agostino, che viene arrestato e confessa di aver ucciso il padre poiché lo aveva scoperto ma negando di essere coinvolto nella morte di Ruggero Cammarata. Quest'ultimo ormai anche malato terminale si è suicidato con l'aiuto del figlio dopo aver scoperto il loro business. Nel frattempo Paolo Malfitano, magistrato finito nel mirino di Cosa nostra ed ex fidanzato di Vanina, arriva a Catania. Viene rivelato che Marta ha una relazione con il Grande Capo Macchia e che questo è il motivo per cui si è fatta trasferire a Catania. Vanina si reca a Palermo e sosta davanti alla targa commemorativa di suo padre nel luogo dove fu assassinato rivivendo i drammatici momenti dell'agguato di cui fu testimone, subito dopo telefona a Paolo chiedendogli un incontro.
- Altri interpreti: Gabriella Saitta (Marianna), Giovanni Guardiano (Agostino Lo Monaco), Michele Perrotta (Rino Lo Monaco), Francesco Castiglione (Santo Tomarchio), Davide Dolores (Giovanni Guarrasi), Angelo Faraci (cameriere del chiosco).
- Tratto da: Il re del gelato, edito da Einaudi (2023).
- Ascolti: telespettatori 3 308 000 – share 19,30%[2].

## Sabbia nera
- Diretto da: Davide Marengo
- Scritto da: Cristina Cassar Scalia e Leonardo Marini
- Soggetto di: Leonardo Marini

### Trama
Mentre Catania è ricoperta dalla nera cenere dell'Etna, Paolo si congeda in amicizia da Vanina, anche se lei è ancora attratta da lui, e ritorna a Palermo. Nel montacarichi di una stanza della villa di Alfio Burrano, discendente di una ricca e chiacchierata famiglia di Catania, viene ritrovato il corpo mummificato di una donna. Nel corso dell'indagine, Vanina ha modo di conoscere Biagio Patanè, ex commissario di Catania ora in pensione, il quale le racconta che la scomparsa di una ragazza di nome Maria Cutò sarebbe da collegare alla morte dell'uomo che frequentava ossia Gaetano Burrano, lo zio di Alfio che era stato ucciso cinquantatré anni prima da tale Masino Di Stefano per motivi mai del tutto chiariti. Maria Cutò era una prostituta che potevano permettersi solo uomini d'alta società tra cui proprio Gaetano Burrano. Maria aveva un'amica, anch'essa prostituta, di nome Alfonsina Fresta. Quest'ultima racconta che l'amica sarebbe dovuta partire con Gaetano e la figlia, nata alcuni anni prima e scomparsa anch'ella, e che era sparita nelle stesse ore in cui veniva ucciso l'amante. Nell'auto di Gaetano, tenuta nascosta per tutti questi anni proprio da Alfonsina e dal marito, viene ritrovato il contratto per l'acquedotto firmato con gli Zinna, famiglia mafiosa che lo avrebbe fatto uccidere da Di Stefano proprio per essersi rifiutato di siglare l'accordo con loro. Vanina quindi non crede alla versione ufficiale degli Zinna mandanti e si concentra sulla vedova Burrano, la quale però si suicida con la stessa pistola che era stata usata per uccidere Gaetano. Vanina scopre che Arturo Renna, notaio di fama, era l'amante di Teresa nonché vera mente e reale beneficiario dell'affare dell'acquedotto secondo quanto dichiarato da Calascibetta, il cugino di Masino Di Stefano; il professionista, messo alle strette, confessa di aver ucciso Gaetano e che Teresa aveva bloccato la povera Maria nel montacarichi dove era stata fatta nascondere da Burrano facendola morire di stenti; rivela inoltre che Clelia Santadriano, la segretaria alla quale Teresa aveva lasciato tutta l'eredità, in realtà era proprio la figlia di Maria Cutò e Gaetano. Vanina pur essendo attratta da Alfio Burrano rinuncia a frequentarlo avendo in testa sempre Paolo. Tito Macchia e Marta decidono di passare una domenica al mare sulla spiaggia di Noto ma ci ritrovano tutta la squadra che li vede amoreggiare, tornati a casa Marta furibonda accusa Tito di aver sempre saputo che tutti i catanesi andavano a Noto e di aver voluto rendere pubblica la loro relazione e per questo lo caccia di casa.
- Altri interpreti: Adriano Chiaramida (Arturo Renna), Aurora Quattrocchi (Alfonsina Fresta), Aglaia Mora (Clelia Santadriano), Gabriele Greco (Alfio Burrano), Elisabetta Carta (Teresa Burrano), Costantino Comito (Gaetano Burrano), Santo D'Aleo (marito di Alfonsina), Giugiù Gramaglia (cugino di Masino Di Stefano), Barbara Gutkowski (Maria Cutò), Stefano Gianino (Luca).
- Tratto da: Sabbia nera, edito da Einaudi (2018).
- Ascolti: telespettatori 2 813 000 – share 16,00%[3].

## La logica della lampara
- Diretto da: Davide Marengo
- Scritto da: Cristina Cassar Scalia e Leonardo Marini
- Soggetto di: Leonardo Marini

### Trama
Vanina viene chiamata a indagare sulla scomparsa di Lorenza Iannino dopo il ritrovamento su una scogliera di una valigia con all'interno tracce di sangue e un cellulare. Si sospetta del collega di studio Antineo e del suo capo, l'avvocato Elvio Ussaro. Antineo confessa di aver aiutato Ussaro a sbarazzarsi del corpo della ragazza, morta dopo aver assunto cocaina durante una festa in una villa sul mare, ma del cadavere non c'è traccia. Poco dopo Gianfranco Iannino, il fratello di Lorenza, muore per infarto. Sul fronte privato Vanina continua a frequentare il dottor Manfredi Monterreale ma dopo il matrimonio della sorella finisce a letto con Paolo. Di ritorno da Palermo, Vanina viene avvisata del ritrovamento del corpo della Iannino sulla spiaggia; il dottor Calì accerterà che a causarne la morte è stato uno shock anafilattico. Vanina non crede alla colpevolezza di Ussaro e chiede di attivare le ricerche per trovare Antineo. Intanto l'ispettore Spanò scopre che i genitori della Iannino sono morti dopo essere stati investiti dal figlio di un boss che però era stato scagionato grazie alla difesa dell'avvocato Ussaro; è quindi chiaro che Lorenza si era fatta assumere dal suo studio per vendicarsi facendo ricadere su di lui la colpa della sua presunta scomparsa e, una volta tornata in città, sarebbe stata uccisa dal collega Antineo; quest'ultimo viene rintracciato nel bungalow del padre nel quale viene ritrovato l'analgesico che ha causato la morte alla ragazza. Antineo racconta di aver aiutato Lorenza a inscenare la propria morte, ma nega di averla uccisa quando è tornata a Catania dopo la morte improvvisa del fratello e aggiunge di averla picchiata durante un brutto litigio e di averla lasciata però ancora viva nel bungalow. Nell'incarto del medicinale viene trovato il DNA di una donna e si risale a Grazia Sensini, la cognata di Lorenza: la donna confessa di aver ucciso la ragazza sulla spiaggia con l'analgesico dopo averla medicata nel bungalow perché questa, chiamando suo marito Gianfranco per avvisarlo di essere viva, ne aveva causato la morte per la forte emozione. Paolo comunica a Vanina che dovrà tornare a Palermo dove sarà aggregata alla squadra mobile perché è stato scoperto il covo dell'ultimo assassino di suo padre ancora latitante.
- Altri interpreti: Federica De Cola (Grazia Sensini), Gabriella Saitta (Marianna),  Giuliana Di Stefano (Lorenza Iannino), Giovanni Carta (avvocato Elvio Ussaro), Valeria Contadino (PM), Carlo Amleto Giammusso (Antineo), Fabrizio Lombardo (Gianfranco Iannino).
- Tratto da: La logica della lampara, edito da Einaudi (2019).
- Ascolti: telespettatori 2 781 000 – share 16,51%[4].

## La salita dei Saponari
- Diretto da: Davide Marengo
- Scritto da: Cristina Cassar Scalia e Leonardo Marini
- Soggetto di: Leonardo Marini

### Trama
II latitante responsabile della morte del padre di Vanina è riuscito a scappare nuovamente probabilmente informato da una talpa nella Mobile di Palermo e lei decide di tornare a Catania per indagare su un omicidio avvenuto all'aeroporto, quello del cubano Esteban Torres. Poco dopo in un pozzo nei pressi in un hotel viene trovata morta anche Roberta Geraci, amante di Torres, uccisa con un colpo alla testa. Consultando l'Interpol si scopre che Torres era legato al clan americano dei Cristallo e aveva sposato la figlia del boss, Evelin. Il figlio del fratello gemello di Torres, Javier, viene sospettato da Vanina e la poliziotta ha la conferma del suo coinvolgimento quando Pina Di Tommaso, agente immobiliare e amica della Geraci, lo riconosce come un gigolò che la donna aveva conosciuto a Cuba. Javier, fermato nella casa dei Geraci a Noto, ammette di aver ucciso accidentalmente Roberta durante un litigio facendola cadere nel pozzo, ma nega di aver ucciso lo zio, sostenendo di averlo trovato morto nella sua auto all'aeroporto. Vanina, da un tatuaggio, capisce che Esteban Torres in realtà era il padre di Javier che aveva rubato l'identità del fratello dopo la sua morte e mette alle strette il ragazzo, il quale però continua a negare di avere ucciso il suo vero padre. La poliziotta scoprirà che l'assassino è il custode della villa, Delfio Lavia, il quale rischiava il posto in caso di vendita dell'immobile. Nel frattempo Giuli a Roma ha passato una notte con Luca rimanendo incinta e lo comunica a Vanina e le due hanno un diverbio. Vanina viene a sapere che Paolo si è candidato al posto di procuratore aggiunto di Catania perché vuole starle vicino. Tutti i colleghi sostengono l'agente Lo Faro che viene graziato dalla commissione nonostante i suoi problemi psico-fisici. La poliziotta, rientrando a casa, scopre che è entrato qualcuno e trova un proiettile: è un avvertimento del boss Salvatore Fratta detto Bazzuca.
- Altri interpreti: Franco Sciacca (Delfo Lavia), Ignazio Barcellona (poliziotto), Filippo Brazzeventre (presidente della commissione), Valeria Contadino (PM), Francesca Ferro (proprietaria hotel), Elisabeth McCreton (Evelin Cristallo Torres), Simon Rizzoni (Javier Torres).
- Tratto da: La salita dei Saponari, edito da Einaudi (2020).
- Ascolti: telespettatori 2 676 000 – share 16,90%[5].